# 용궁사
용궁사(龍宮寺)는 인천광역시 중구 영종도 백운산 동북쪽에 소재한 사찰이다. 1990년 11월 9일 인천광역시 유형문화재 15호로 지정되었다.

## 개요
영종도 백운산 동북쪽 기슭에 자리잡고 있는 용궁사는 신라 문무왕 10년(670)에 원효대사가 세웠다고 전한다. 조선 철종 5년(1854) 흥선대원군에 의해 다시 세워지며 지금의 명칭인 용궁사로 바뀌게 되었다. 용궁사에는 관음전·용황각·칠성각·요사채 등의 건물과 최근에 만든 높이 11m에 달하는 미륵불이 있다.
용궁사 관음전은 지붕 옆면이 사람 인(人)자 모양인 맞배지붕집이다. 기둥에는 해강 김규진이 쓴 글씨(주련)가 4개 남아있다. 내부에는 본래 옥으로 조각한 관음상이 있었다고 하는데, 일제시대에 도난당하고 현재는 청동관음상을 모시고 있다. 또한 입구에 위치하고 있는 요사채는 맞배지붕집이며, 건물 앞면에는 흥선대원군이 직접 쓴 ‘용궁사’라는 편액이 걸려 있다.

## 용궁사의 돌부처 설화
영종도에 가난한 어부 손씨가 살고 있었다. 그는 작은 어선 하나로 물고기를 잡으며 생계를 이어갔다. 음력 사월이 되면 마을의 어부들은 물고기를 잡으러 연평 바다로 나갔다. 손씨도 바다에 나가 닻을 내리고 그물을 치고 물고기를 기다렸다.
"물고기가 많이 많이 잡히겠지"
기대에 부푼 손씨가 그물을 끌어올렸을 때, 묵직한 무게가 느꼈다. 큰 물고기가 잡혔으리라 기대한 손씨는 그물을 열심히 끌어올렸다. 그런데 이게 웬일인가? 잡혀야 할 물고기는 한 마리도 보이지 않고, 돌부처 하나가 그물에 걸린 것이었다. 손씨가 돌부처를 자세히 살펴보니, 바다 속에 오래 방치된 돌부처는 이끼가 잔뜩 끼고 아무 쓸모가 없어보였다. 손씨는 투덜대며 돌부처를 다시 바다에 던져 버렸다. 이미 다른 어부들은 물고기를 많이 잡아 집으로 돌아가고 있었다. 손씨도 빈손으로 돌아가지 않기 위해 서둘러 다시 그물을 치고 물로기를 기다렸다. 한참을 기다리고 그물을 올렸을 때, 좀 전에 버린 돌부처가 또 한 번 그물에 걸려 올라왔다.
"에잇 재수 없게 잡히라는 물고기는 안 잡히고 웬 돌부처만 자꾸 걸려 올라 오는거야!"
화가 난 손씨는 투덜거리며 다시 돌부처를 바다에 던져 버리고 집으로 돌아왔다. 그런데 그날 밤 꿈에 백발의 도사가 그의 꿈에 나타나 말했다.
"네가 오늘 바다에서 건져 낸 돌부처는 본디 백운산 밑 용궁사에 잘 모셔두어야 할 부처이니라. 내일 네가 물고기를 잡으려 할 때 또 그 돌부처가 건져올려질
것이다. 그 부처를 영종도 태평암 위에 세워 놓아라."
꿈이 신기한 손씨는 날이 밝자마자 다시 바다에 나가 그물을 쳤다. 그러자 그 돌부처가 그물에 걸려 나왔다. 그는 꿈을 따라 돌부처를 태평암 위에 모셨다. 이후로 돌부처가 들고 있던 약병은 희귀한 병도 고치는 효험이 있는 것으로 알려졌다. 그러나 안타깝게도 그 돌부처는 일제강점기에 일본에 의해 약탈 당했다고 전해진다.

## 같이 보기
- 용궁사 수월관음도 - 인천광역시 유형문화재 제76호